# Steve Ditko
Steve Ditko, född 2 november 1927 i Johnstown, Pennsylvania, död 27 juni 2018 i New York var en amerikansk serieskapare. Han är mest känd för att tillsammans med Stan Lee ha skapat Spindelmannen och Doctor Strange, och på egen hand Shade the Changing Man.
Ditko skapade även den filosofiska seriehjälten Mr. A och har också, tillsammans med ateljékollegan Eric Stanton, tecknat en egen version av John Willies fetischserie The Adventures of Sweet Gwendoline.
Ditko var anhängare av Ayn Rands filosofi objektivismen.